# Santuario della Madonna di San Bernardino
Il santuario della Madonna di San Bernardino si trova nel comune di Induno Olona, in provincia di Varese e venne eretto nel XVIII secolo, in onore della Madonna di San Bernardino.

## Storia
Eretto sui resti di una cappella di epoca medievale, presenta sul fondo dell'altare maggiore un affresco risalente al XVI secolo, restaurato nel 1954. All'esterno sono state costruite quattordici edicole raffiguranti episodi della Via Crucis.

## Galleria d'immagini

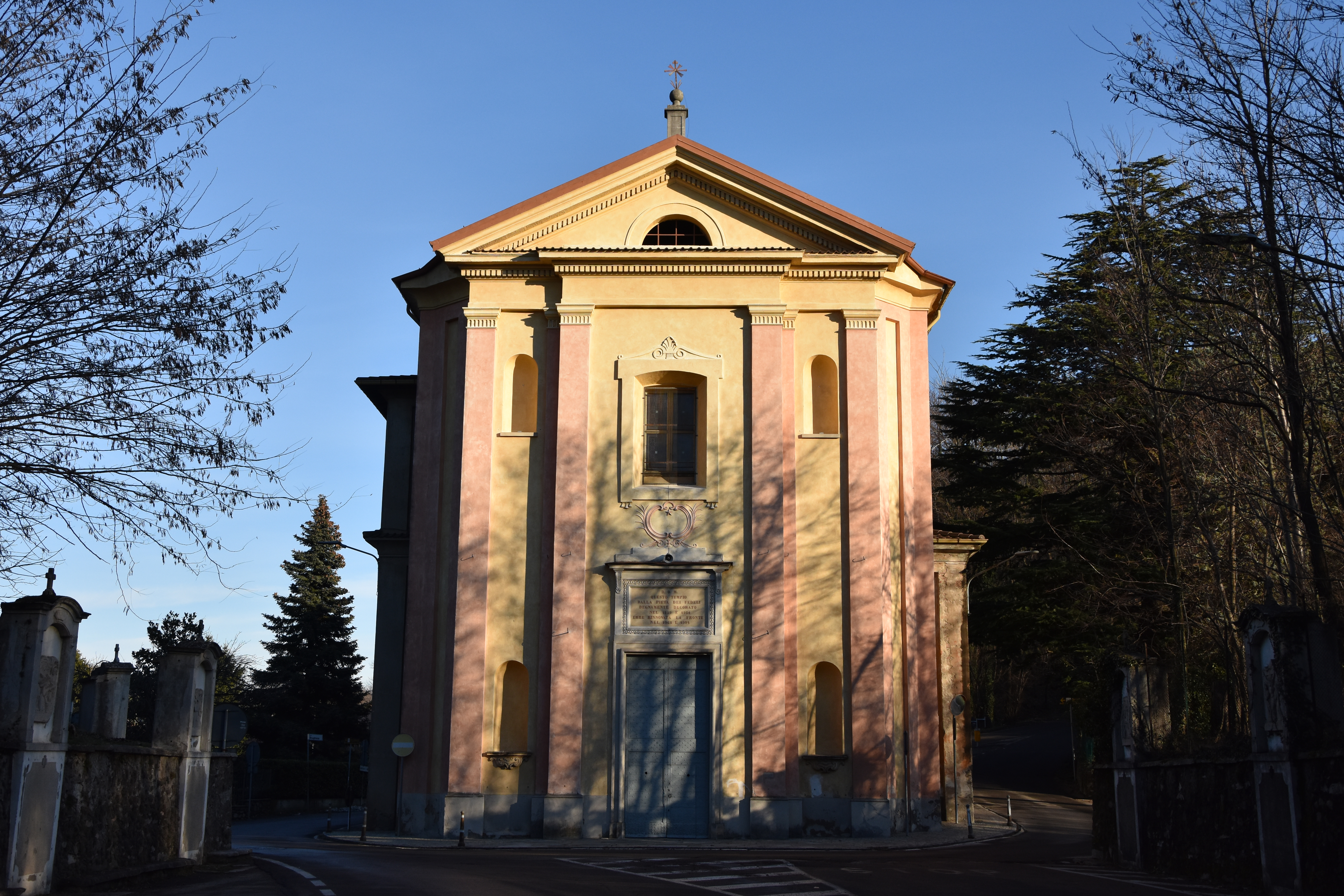
La facciata
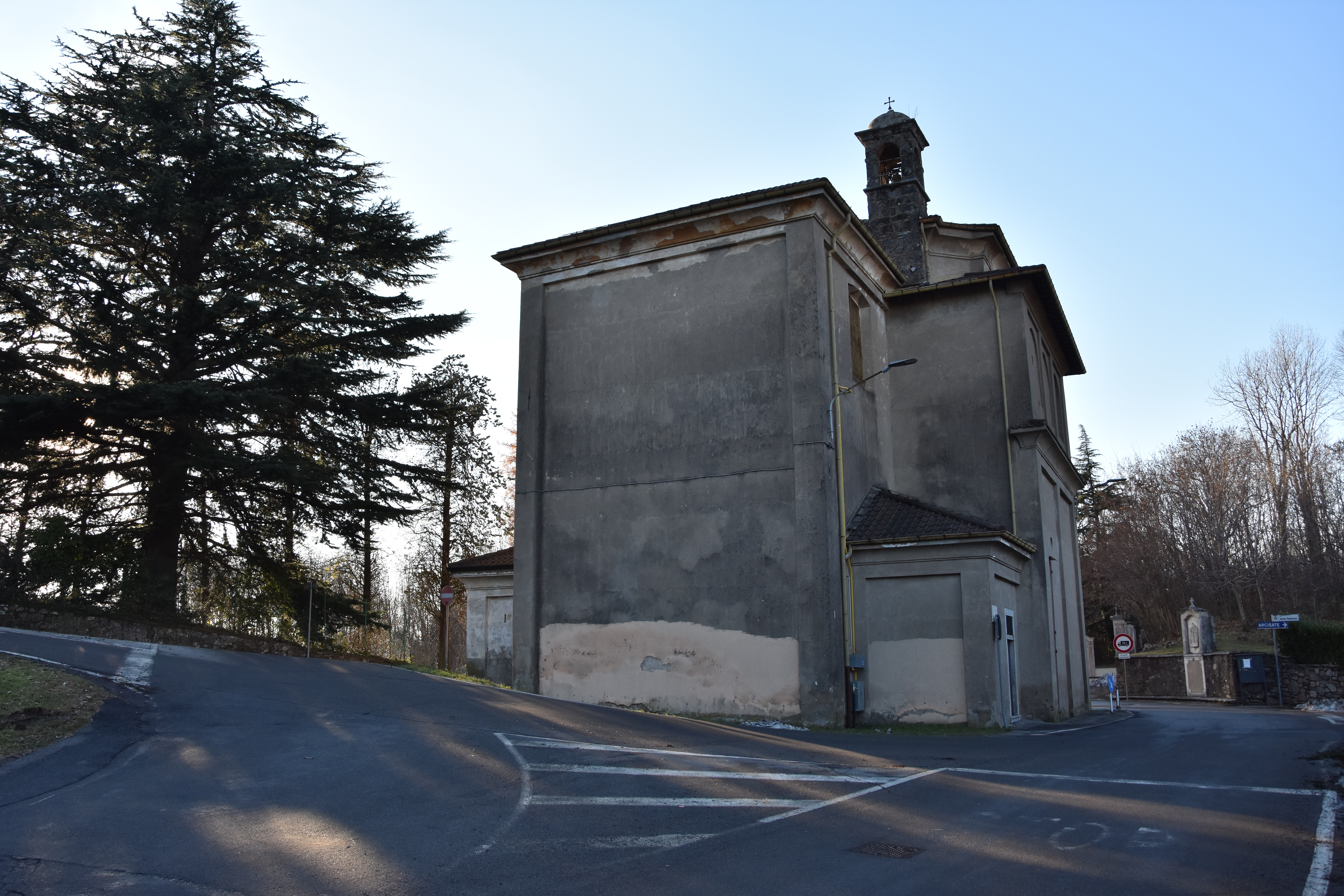
L'abside
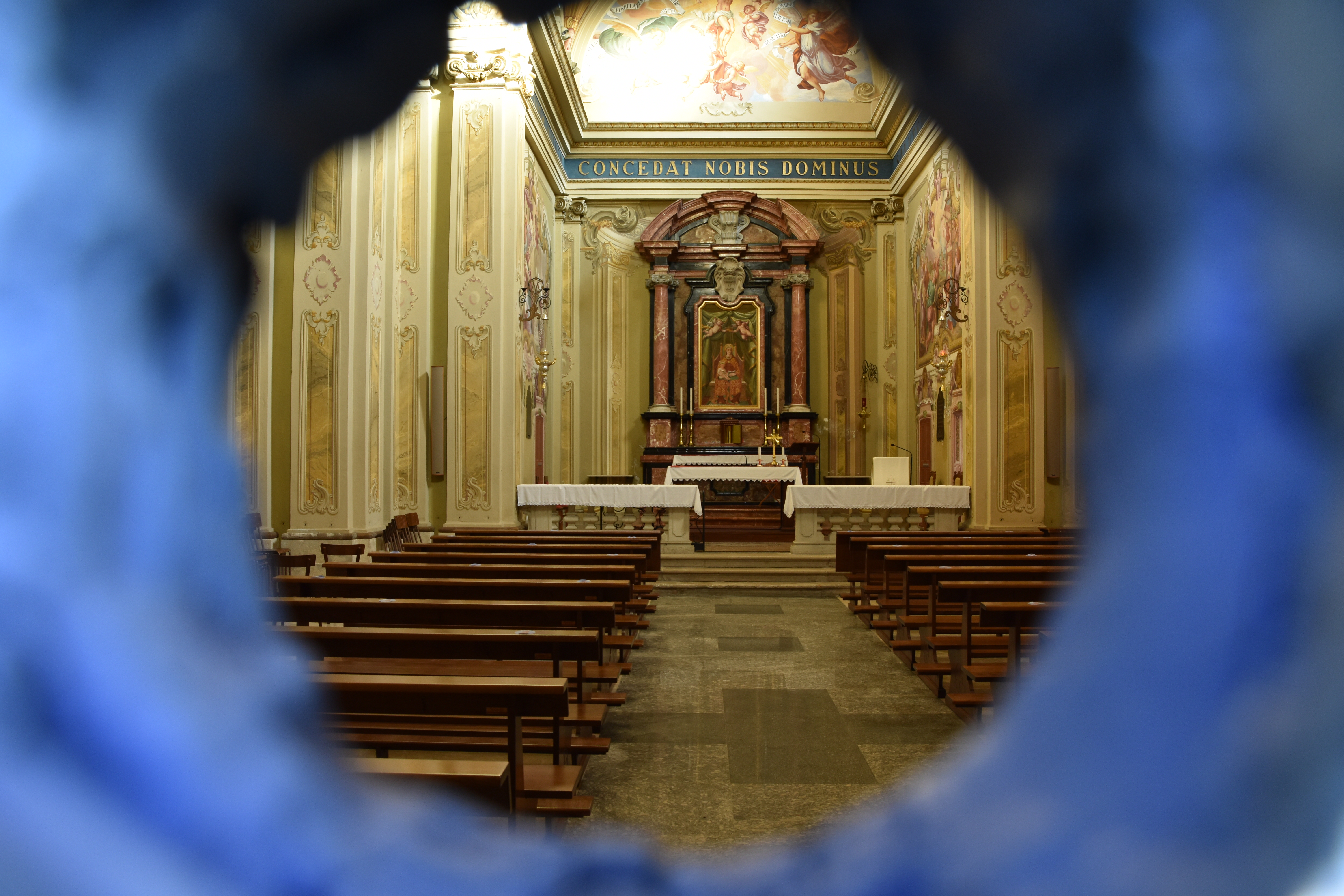
L'interno
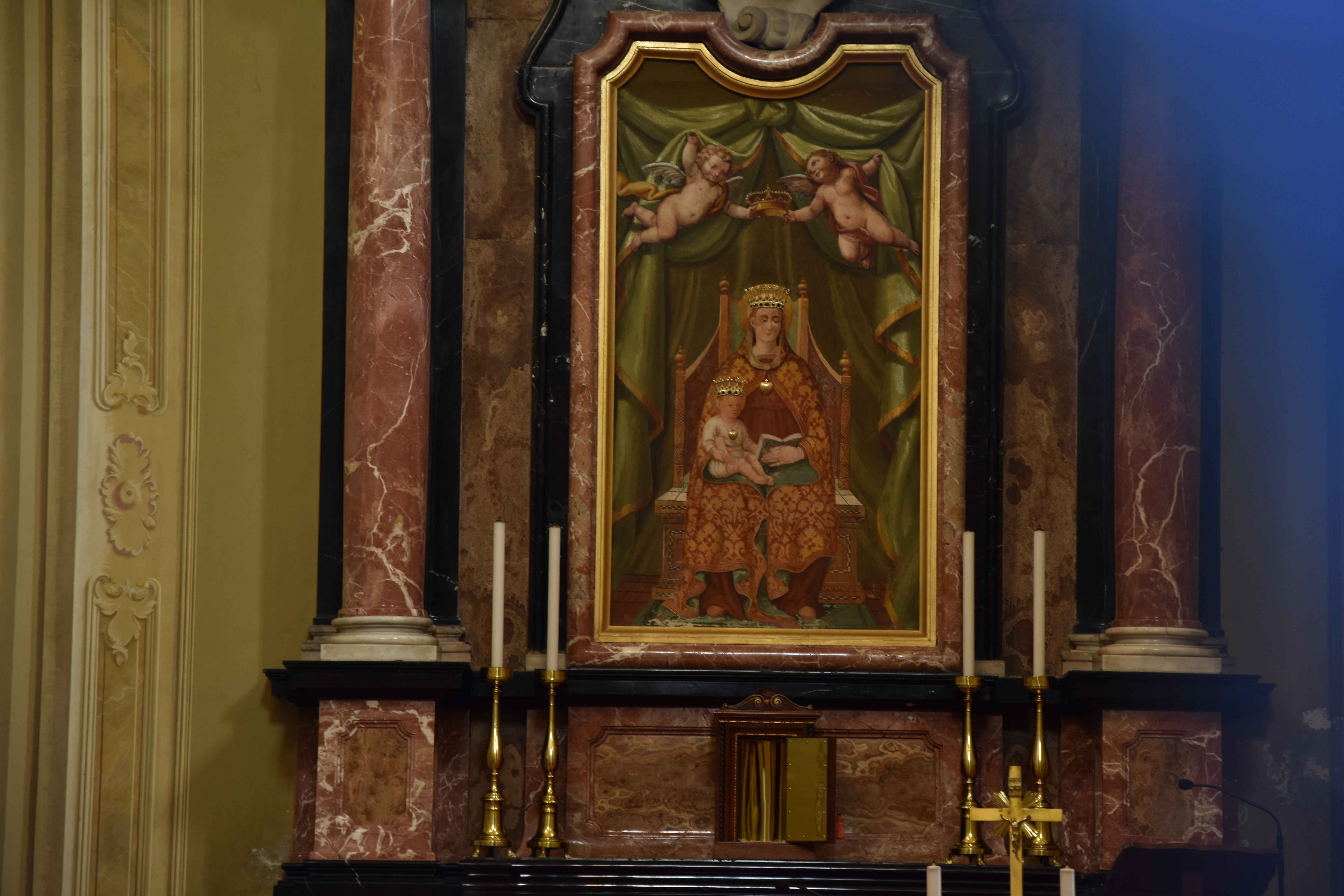
L'altare